# Конвенція про касетні боєприпаси
Конве́нція про касе́тні боєприпа́си — була вироблена в ході так званого «процесу Осло» і прийнята в травні 2008 року в Дубліні (Ірландія). Була відкрита до підписання 3-4 грудня 2008 і набула чинності 1 серпня 2010.
Станом на початок 2023 року Україна не приєдналась до цієї конвенції.

## Касетні боєприпаси
Касетні боєприпаси (КБ) мають особливі характеристики, які зумовлюють їхню смертельну небезпеку для мирного населення. Ця зброя найчастіше доставляється з повітря або за допомогою гармат, вивільняє велику кількість вибухонебезпечних суббоєприпасів, які розсіюються по значній за площею території. Це тягне за собою велику кількість жертв серед мирних жителів, особливо коли ця зброя використовується в населених районах.
Крім того, багато снарядів не вибухають належним чином, на довгі роки залишаються в землі, що веде до зараженості територій. Багато тисяч мирних громадян трагічно загинули й зазнали поранень внаслідок вибухів нерозірваних боєприпасів. Противники цього виду зброї вказують, що 98 % втрат від неї становлять цивільні особи, причому майже третина з них — діти.

## Положення конвенції
Конвенція з КБ визначає касетний боєприпас як звичайний боєприпас, який призначений для розкидання або вивільнення розривних суббоєприпасів, кожен з яких важить менше 20 кг, і включає в себе ці розривні суббоєприпаси.
При цьому, згідно з текстом Конвенції, деякі види боєприпасів, що мають у своєму складі суббоєприпаси, не належать до числа касетних боєприпасів:
- Боєприпас або суббоєприпаси, призначені для розкидання освітлювальних, димових, піротехнічних засобів або дипольних відбивачів; або боєприпас, призначений виключно для цілей протиповітряної оборони;
- Боєприпас або суббоєприпас, призначений для надання електричного або електронного впливу;
- Боєприпас, який, щоб уникнути невибіркового майданного впливу й ризиків, породжуваних нерозірваними суббоєприпасів, володіє всіма такими характеристиками: кожен боєприпас містить менше десяти розривних суббоєприпасів, кожен розривний суббоєприпасів важить більше чотирьох кілограмів, кожен розривний суббоєприпасів призначений для виявлення і враження одиночної цілі; кожен розривний суббоєприпас оснащений електронним механізмом самознищення, кожен розривний суббоєприпас оснащений електронним елементом самодеактивації.

З моменту вступу Конвенції в юридичну силу держави-учасники будуть зобов'язані негайно припинити застосування, виробництво та передачу касетних озброєнь. Протягом восьми років з моменту отримання статусу учасника Конвенції, країни повинні знищити всі наявні запаси, а протягом десяти років провести розчистку всіх касетних боєприпасів на території під її юрисдикцією або контролем. Крім цього, для подальшого запобігання нещасним випадкам з боку касетних боєприпасів держави-учасники, які володіють відповідними потенціалами, мають надавати допомогу в медичному догляді тих жертв, хто вижив після враження касетними боєприпасами, а також підтримку програмам навчання ризиків життєдіяльності в умовах, коли загрозу представляють міни та ВПВ (вибухонебезпечні пережитки війни: не розірвані боєприпаси і залишені вибухонебезпечні боєприпаси).
Конвенція не примушує держави відмовитися від військового співробітництва та спільних операцій з державами, які не є учасниками Конвенції і які можуть використовувати касетні боєприпаси. Тим не менше, держави-учасники Конвенції повинні сприяти виконанню положень Конвенції та перешкоджати використанню касетних боєприпасів країнами, які не є учасницями Конвенції. Крім цього, спільні військові операції не повинні тягнути за собою використання касетних боєприпасів державами-учасниками Конвенції, як такими, або будь-якої іншої забороненої діяльності, такої як накопичення, передача або виробництво касетних боєприпасів.
Конвенція набирає чинності через шість місяців після того, як тридцята за ліком держава передасть свої ратифікаційні документи Генеральному секретареві ООН.

## Набрання чинності

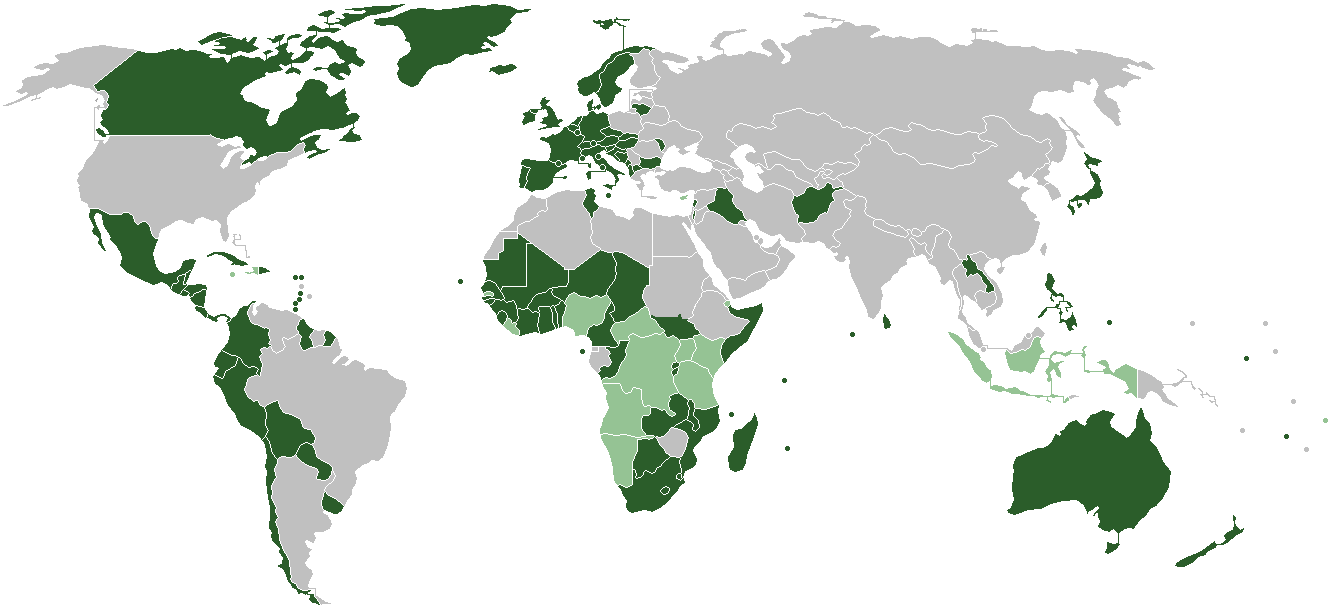
Сторони (темно-зелений) і держави-підписанти (світло-зелений)

Завдяки ухваленому в лютому 2010 року рішенню Молдови підтримати договір, він набирає чинності з 1 серпня 2010.
Коли це відбудеться, положення Конвенції стануть формально зобов'язуючими для цих 30 держав. Для кожного наступного, Конвенція набирає чинності через шість місяців після передачі їхніх ратифікаційних грамот Генеральному секретареві ООН.
Свою готовність дотримуватися положень Конвенції з КБ висловили близько ста держав. Проте найбільші розробники, виробники і користувачі КБ — це США, Росія, Китай, Індія, Бразилія, Пакистан, Ізраїль — у процесі вироблення та прийняття угоди участі не брали.
Водночас, Пакистан змінив свою позицію та уже в 2015 році підписав та ратифікував Конвенцію.
Незважаючи на декларовану заборону на цей вид зброї, відкрита до підписання Конвенція дозволяє застосування певних класів «високотехнологічних» КБ, які перебувають на озброєнні або в стадії розробки у низки ключових виробників і користувачів КБ — учасників «процесу Осло». Однак будь-яких переконливих аргументів «гуманності» таких боєприпасів немає.

## Позиція України
Україна не підписала конвенцію, бо вважає касетні боєприпаси законною зброєю. «Україна вважає, що введення нового глобального режиму заборони цілого класу озброєння має базуватися на засадах його обов'язкового універсального застосування», — заявило після укладення Конвенції в 2008 році Міністерство закордонних справ України. При цьому МЗС зазначило, що більшість країн-виробників касетних боєприпасів виступила проти запровадження заборони, а Євросоюз не виробив єдиної позиції з цього питання.
В період російсько-української війни питання застосування касетних боєприпасів є дуже болючим, оскільки міжнародними організаціями встановлено застосування з боку РФ цієї зброї у Краматорську, Миколаєві, Харкові та ін. Застосування такого озброєння завдало смерті перш за все цивільному населенню.

## Учасники

### Литва
З огляду на погіршення ситуації з безпекою в регіоні та імовірність російського вторгнення міністерство оборони Литви запропонувало припинити участь в конвенції. Ця пропозиція була підтримана Литовським урядом 3 липня 2024 року. Тепер воно має бути схвалене литовським парламентом та Президентом.
18 липня 2024 року литовський парламент 103 голосами «за» беззаперечно (4 депутата утримались) підтримав пропозицію уряду про денонсацію та вихід з Конвенції. За словами міністра оборони Литви — головним чинником такого рішення стала повномасштабна російська збройна агресія проти України та відновлення російських імперських зазіхань проти сусідів.
На той час (2024 рік) Литва та Норвегія були єдиними країнами-учасниками Конвенції, що мають спільний з росією кордон на суходолі.
На початку осені 2024 року Литва подала необхідні документи в ООН, запустивши шестимісячний термін набрання чинності рішення. Цей термін минув саме 6 березня 2025 року.